# Mastino I della Scala
Leonardino, conegut com a Mastino I della Scala, fou fill de Jacopino della Scala. Fou podestà de Cerea el 1258 i podestà de Verona el 1259, quan va morir Ezzelino di Romano. El 1260 fou nomenat capità del poble de Verona i després de derrotar els San Bonifàzio es va proclamar senyor el 1263. El 1267 fou podestà de Pavia.
Va morir assassinat a Verona el 26 d'octubre de 1277, i del seu enllaç amb Zília, va deixar un fill de nom Niccolò della Scala i cinc fills naturals dels que només cal esmentar a Guido della Scala, Pietro della Scala i Bartolomeo della Scala.
El va succeir el seu germà Albert I della Scala.